# CYP4F22
CYP4F22‏ (Cytochrome P450 family 4 subfamily F member 22) هوَ بروتين يُشَفر بواسطة جين CYP4F22 في الإنسان.